# Енергетична вежа

Проект енергетичної вежі

Енергетична вежа (англ. Energy tower (downdraft)) — проектований пристрій для виробництва електроенергії. Дана установка комбінує у собі сонячну й вітрову енергетику. Вода з водойми, яка знаходиться поруч з вежею, перекачується на верх вежі і розпорошується, охолоджуючи тим самим гаряче повітря, що знаходиться там. Охолоджене повітря стікає вниз і обертає турбіну, що знаходиться внизу. У даний час не побудовано жодної подібної установки, однак в ізраїльському університеті Техніон групою вчених під керівництвом професора Дана Заславського з 1982 року проводиться велика робота по вивченню потенціалу та проектуванню цих пристроїв.

## Хронологія
У 1965 році вперше висунуто ідею отримання енергії за допомогою енергетичних веж такого типу. Ідея належить професору Філліпу Карлсону з фірми Локхід.
У 1975 році був виданий патент Філліпу Карлсону на цей винахід.
У 1982 році почалися інтенсивні пошукові роботи в ізраїльському університеті Техніон. Команда з десятків вчених та інженерів під керівництвом професора Дана Заславського витратила понад 100 людино-років на дослідження й розробку проекту енергетичної вежі.
За дорученням міністра енергетики Ізраїлю, у 1994 році була створена спеціальна комісія з незалежних фахівців, яка провела ретельну перевірку результатів роботи команди професора Заславського. Висновок комісії був цілком позитивним. Команда Техніона продовжує удосконалювати свій проект.
У 2000 році Індійська наукова організація  TIFAC (Technology, Information, Forecasting and Assessment Council) після власного рецензування проекту ізраїльських вчених, який на той момент містить вже близько 2 500 сторінок, робить пропозицію уряду Ізраїлю про подальшу спільну роботу. Було дано згоду.
У 2001 році була утворена спільна ізраїльсько-індійська керуюча комісія (Steering Committee ). У травні 2001 року вона провела конференцію в Єрусалимі, де було прийнято принципове рішення побудувати демонстраційну енергетичну вежу потужністю від 6,5 до 10 МВт, висотою 400 м, діаметром 150 м. Її вартість було оцінено в 100 млн доларів. Половину цієї суми був готовий виділити уряд Індії; почався пошук інвесторів, готових оплатити другу половину. Проєкт не був реалізований.
Американська компанія Clean Wind Energy у 2011 році оголошує про плани спорудження двох енергетичних веж висотою 3000 футів (914,4 м). Вежі мали бути розташовані в пустелі Сонора, поруч з аризонским містечком Сан Луїс, недалеко від мексиканського кордону. Англомовне назва споруди дещо відрізняється від того, що використовував професор Заславський (Downdraft Tower і Energy Tower), але принцип роботи той же самий. Відносно авторів американського проекту ясності немає, деякі джерела згадують ім'я Заславського, деякі ні. У даний час[який?] тривають підготовчі роботи за цим проектом.

## Передумови до створення технології
Однією зі складних проблем світової енергетики є економічна й політична залежність від кам'яного палива, запаси якого зменшуються. Іншою важкою проблемою є забруднення довкілля продуктами горіння вугілля. Його горіння виділяє в атмосферу «тепличні» гази, такі як СО2 що підсилює тепличний ефект. Ці проблеми вимагають термінового запровадження альтернативних чистих і відновлюваних видів палива. Найвідоміші джерела відновлюваної енергії є: сонячна енергія, гідроенергія і спалювання рослинної сировини. Іншим джерелом є технологія «Енергетична вежа». Одним з її розробників є професор факультету агроінженерії Техніона Дан Заславський.

## Переваги
- Немає потреби у дорогих ресіверах.
- Можливе вироблення відновлюваної енергії 24 години на добу без необхідності прийому сонячних променів[1].
- Займана площа в 10 разів менше площі потрібної для станції на сонячній енергії[1].
- У світі є близько 40 територій, де існують відповідні кліматично-географічні умови для використання енергетичних веж[1].
- Вартість виробництва енергії найнижча з усіх існуючих на сьогоднішній день (1-4 цент / кВт).[2][5]
- Можливо також паралельно з виробленням електроенергії використовувати вежу для опріснення морської води. Вартість такого опріснення буде вдвічі нижча, ніж за традиційною технологією зворотного осмосу[1].

## Енергобаланс
Згідно з попередніми оцінками, будівництво труби на північ від Ейлата в районі Ютвати, з'ясувалося, що близько 33 % вивільненої енергії піде на нагнітання води, 22 % на втрати на тертя і кінетичну енергію та 45 % на енергію споживачам. Так що баланс позитивний. Діапазон потужностей 200—600 МВт.

## Вплив на навколишнє середовище
Комп'ютерна модель показала, що холодне повітря не створить оазу і не призведе до зміни мікроклімату. Холодне повітря знаходиться в нижніх 10 м і не змішується з навколишнім повітрям, через свою більш високу щільність. Витрати повітря незначні в порівнянні з атмосферними потоками. Повітря приходить до труби в силу глобального явища званого «Комірка Гадлі». Так що труба не може вплинути на глобальні процеси.

## Вартість будівництва
Вартість зведення такої труби в районі Ейлата оцінюється в 850 млн доларів близько 2300 $/КВт. Під час розробки було висунуто ідею побудувати трубу всередині гори, але її було відкинуто як не рентабельну. Труба будується не із залізобетону, а на основі сталевих ферм. Зсередини труби покрита чимось на зразок оббивки. Технологія будівництва високих будівель існує в Дубаї та Китаї, так що не буде представляти визначальної проблеми. З точки зору міцності, зовнішній вітер впливатиме сильніше, але трубу спроектовано так, що вона має витримати будь-який найсильніший вітер у пустелі в даному районі.

### Ресурси Інтернету
- Energy Towers [Архівовано 3 листопада 2012 у Wayback Machine.], A complete brochure by Dan Zaslavsky, updated for December 2009
- SHPEGS «open source» energy tower concept similar in some ways to the downdraft tower.
- Oceanit «hurricane tower» where air flows in opposite direction, and extracts water from a humid stream of air.
- Prof. Dan Zaslavsky on the Technion faculty page.
- A commercial company set to build this type of tower [Архівовано 1 березня 2022 у Wayback Machine.]
- How solar downdraft tower works на YouTube